# (31786) 1999 KO13
1999 KO13 (asteroide 31786) é um asteroide da cintura principal. Possui uma excentricidade de 0.07494430 e uma inclinação de 10.89018º.
Este asteroide foi descoberto no dia 18 de maio de 1999 por LINEAR em Socorro.